# Важиці (Підкарпатське воєводство)
Важиці (пол. Warzyce) — село в Польщі, у гміні Ясло Ясельського повіту Підкарпатського воєводства.
Населення — 1647 осіб (2011).
У 1975-1998 роках село належало до Кросненського воєводства.

## Демографія
Демографічна структура станом на 31 березня 2011 року:
|          | Загалом | Допрацездатний вік | Працездатний вік | Постпрацездатний вік |
| -------- | ------- | ------------------ | ---------------- | -------------------- |
| Чоловіки | 818     | 178                | 559              | 81                   |
| Жінки    | 829     | 156                | 481              | 192                  |
| Разом    | 1647    | 334                | 1040             | 273                  |